# 世田谷目黒農業協同組合
世田谷目黒農業協同組合（せたがやめぐろのうぎょうきょうどうくみあい、略称JA世田谷目黒、世田谷目黒農協）は、東京都世田谷区に本店を置く農業協同組合。

## 沿革
- 1933年 東京市農会設立。世田谷区及び目黒区を管轄する駒沢出張所設置。
- 1939年 現在の世田谷区桜新町二丁目20番1号の位置に世田谷目黒産業会館が完成。
- 1941年 産業組合保証責任東京西部購買販売利用組合設立。
- 1943年 東京市農会解散。
- 1944年 農会及び保証責任東京西部購買販売利用組合等の産業組合を併合する形で世田谷農業会設立。世田谷目黒産業会館を事務所とし、世田谷区、目黒区と共に麹町区、麻布区、赤坂区、渋谷区を管轄とした。
- 1948年 世田谷農業会の財産を実質的に引き継ぐ形で、その管轄内に世田谷、玉川全円、深沢新町、松沢、目黒その他の各農協設立。
- 1949年 世田谷農業会解散。
- 1952年 世田谷、玉川全円、深沢新町、松沢、目黒各農協が解散し、同日、当農協を設立。かつて世田谷農業会の事務所であった、世田谷目黒産業会館を事務所とする。
- 1955年 事務所（世田谷目黒産業会館）焼失。
- 1956年 現在の位置に移転。
- 1967年 事務所改築。
- 1984年 ATMを設置。
- 1988年 赤堤支店を設置。
- 2010年 事務所改築。赤堤支店を本店に統合[1]。

## 店舗
- 本店（東京都世田谷区桜新町2丁目8番1号）

かつて、東京都世田谷区赤堤3丁目32番5号に赤堤支店があった。

## その他
世田谷区内には東京中央農業協同組合の本店もあり、世田谷区は東京都区部のうち唯一複数の単位農協を持つ区といえる。事業区域は当組合が旧荏原郡の区域、東京中央農協が旧北多摩郡の区域である。